# Фелькнер, Фёдор Христианович
Фёдор Христианович Фелькнер (около 1722 —1796; Christian Friedrich Völkner), коллежский советник, переводчик и писатель

.

## Биография
Фёдор Фелькнер родился в Галле около 1722 года; служил переводчиком сперва при рижском городском управлении, затем при сенате, откуда, уже в должности сенатского секретаря, был приглашен в 50-х годах в Москву в качестве личного секретаря при графе Разумовском. Дела в Рижском магистрате он передал Якову Матвеевичу Родде.
С 1774 года состоял конференц-секретарем Императорской Академии художеств при директоре А. О. Закревском; занимая эту должность, читал в публичных заседаниях академии, кроме приветствия Их Императорским Высочествам (по-немецки) и академической привилегии (по-французски) в 1776 году, следующие две речи: «О воспитании», в 1777 году, и «О пользе изящных искусств», в 1778 году. Но академическое хозяйство пришло в полное расстройство во время его управления делами. 
Из его переводных трудов наиболее известны: «Nachricht von den Ajukischen Kalmucken», перевод со шведского, помещенный в 1760 году академиком Мюллером в его «Sammlung russ. Geschichte» (IV, 275—364); «Deutsche Uebersetzung von der Rede bey der Beerdigung des Herrn Ambrosii, Erzbischofs zu Moskau und Kaluga, gehalten im Donschen Kloster den 4 Oct. 1771»; «Historisches Drama nach Shakespears Muster, ohne Beibehaltung der sonst üblichen Kunstregeln der Schaubühne, aus Ruriks Leben; 2-te russ. Ausgabe mit Anmerk. von Generalmajor Boltin», St-Pbg., 1792. Наконец, он поместил в «Аllgem. Lit. Anzeiger» (1796, № 41, 1797, №№ 72—74) несколько отрывков из составлявшегося им очерка 1-го и 2-го периода русской истории.
Федор Христианович Фелькнер скончался в России в 1796 году.

## Семья
Фёдор Фелькнер женился на Анне Доротее Биненграбер 27 декабря 1762 года в Нарве. От нее у него было трое сыновей, которые сделали его прародителем русского дворянского рода Фелькнер. Многие члены семьи были горными инженерами, в том числе внуки Фёдор Иванович Фелькнер (1802–1877) и Николай Александрович Фелькнер (1817–1878).